# Telopea speciosissima
Telopea speciosissima, comúnmente llamado el waratah de Nueva Gales del Sur o simplemente waratah, es una especie de arbusto grande de la familia Proteaceae. Es endémica de Nueva Gales del Sur en Australia y es el emblema floral de ese estado. Es renombrada por sus grandes flores carmesí en la primavera.

## Descripción
El waratah de Nueva Gales del sur es un arbusto grande y erecto 3 o 4 m con uno o más tallos. Tiene hojas verde oscuras las cuales son alternadas y burdamente dentadas que oscilan entre los 13 a 25 cm de longitud. Las inflorescencias, las cuales aparecen en primavera son grandes y de color carmesí. Consisten en una cabeza floral en forma de domo de 7-10 cm de diámetro rodeada por brácteas que miden de 5 a 7 cm de largo. A estas le siguen vainas que posteriormente se tornan cafés y se dividen abriéndose y revelando las semillas.

## Cultivo
Aunque crecen naturalmente en suelos profundos arenosos, la especie ha probado ser adaptable a otros suelos profundos y bien drenados, especialmente donde las laderas naturales ayudan al drenaje.
A pesar de su crecimiento natural en el interior de los bosques, los waratahs florecen de mejor manera expuestas al sol.
Son una flor popular y se puede adquirir ya cortada. Se pueden cultivar comercialmente en Australia al norte de Sídney y en Dandenong Ranges (cordilleras) cerca de Melbourne. También son cultivadas comercialmente en Nueva Zelanda, Hawái e Israel.

### Cultivares

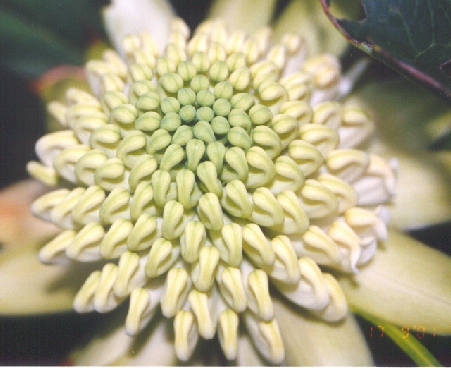
Telopea 'Wirrimbirra White'

Algunas formas naturales se han seleccionado para su cultivo:
- 'Corroboree' – forma con estilos extendidos.
- 'Wirrimbirra White' – forma de color blanco desde Kangaloon cerca de la localidad de Robertson, Nueva Gales del Sur.
- 'Shady Lady White' – forma de color blanco .

En adición, algunos híbridos con especies relacionadas se han producido: 
- 'Braidwood Brilliant' - un híbrido tolerante a las heladas entre T. speciosissima y T. mongaensis.
- 'Shade of Pale' - un híbrido entre T. speciosissima y T. oreades.
- 'Shady Lady Crimson', 'Shady Lady Red' y 'Shady Lady Pink' –produce flores carmesí, rojas y rosas obtenido de híbridos entre T. speciosissima y T. oreades.

## Distribución y hábitat
La especie se encuentra en la costa central y meridional de Nueva Gales del Sur y cordilleras cercanas a ese estado. Usualmente crece como matorral de sotobosque en cubierta forestal abierta en suelos arenosos con áreas con relativas lluvias elevadas.

## Referencias simbólicas y artísticas

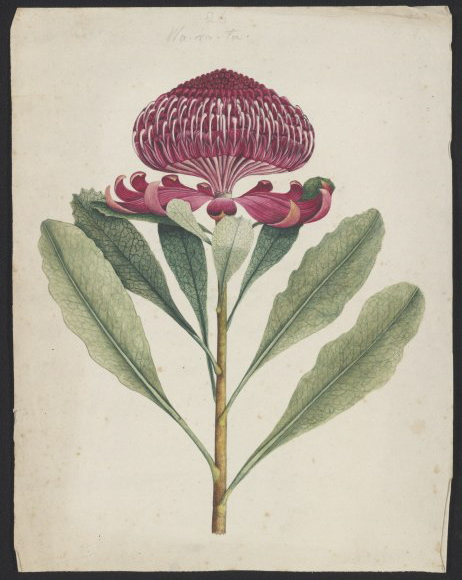
Waratah (1789) por George Raper.